# Clara Espar
Clara Espar Llaquet (* 29. September 1994 in Barcelona) ist eine spanische Wasserballspielerin. Sie gewann 2021 eine olympische Silbermedaille. 2017 und 2019 war sie Weltmeisterschaftszweite, 2020 Europameisterin.

## Sportliche Karriere
Die 1,78 m große Außenspielerin gewann 2013 die Silbermedaille bei der Juniorenweltmeisterschaft. Mit der spanischen Nationalmannschaft belegte sie bei den Olympischen Spielen 2016 in Rio de Janeiro den fünften Platz.
2017 bei der Weltmeisterschaft in Budapest erreichten die Spanierinnen das Finale und unterlagen dem US-Team mit 6:13. 2018 siegte Spanien bei den Mittelmeerspielen in Taragona. Kurz darauf belegte die Mannschaft den dritten Platz bei der Europameisterschaft in Barcelona. Clara Espar warf im Turnierverlauf zwölf Tore, davon eins gegen die Ungarinnen im Spiel um den dritten Platz. Bei der Weltmeisterschaft 2019 in Gwangju trafen im Finale erneut Spanien und das US-Team aufeinander und die Amerikanerinnen gewannen mit 11:6. Im Januar 2020 siegten die Spanierinnen bei der Europameisterschaft in Budapest durch einen Finalsieg über die Russinnen. Bei den 2021 ausgetragenen Olympischen Spielen in Tokio trafen die Mannschaften aus den Vereinigten Staaten und aus Spanien einmal mehr im Finale aufeinander, die Amerikanerinnen siegten mit 14:5.
Clara Espar spielte beim spanischen Serienmeister CN Sabadell und beim Club Esportiu Mediterrani in Barcelona. Ihre Schwester Anna Espar ist ebenfalls spanische Nationalspielerin.